# Lisbon (hrabstwo Juneau)
Lisbon – miasto w Stanach Zjednoczonych, w stanie Wisconsin, w hrabstwie Juneau.